# Obi Ndefo
Obi Ndefo (Los Ángeles; 29 de octubre de 1972 - 28 de agosto de 2024) fue un actor estadounidense de ascendencia nigeriana, más conocido como Bodie Wells en el drama televisivo Dawson's Creek.

## Carrera
Ndefo se graduó de la escuela de teatro de la Universidad de Yale. Apareció en episodios de las series de televisión Ángel, El ala oeste de la Casa Blanca, The Jamie Foxx Show, Stargate SG-1, 3rd Rock from the Sun, Half & Half, Crossing Jordan, Star Trek: Deep Space Nine y Star Trek: Voyager.
Fue el fundador de la Arts Alliance for Humanity, una organización sin fines de lucro con sede en Los Ángeles que apoya el mantenimiento de la educación artística en las escuelas y comunidades públicas. También fue escritor, profesor de yoga y fundador de una organización sin fines de lucro que fomenta las artes y el bienestar social.

## Vida personal y muerte
En 2019, Ndefo perdió ambas piernas después de ser atropellado por un automóvil cuando salía de una tienda de comestibles.
Ndefo murió el 31 de agosto de 2024 a la edad de 51 años.

## Filmografía
| Año       | Título                              | Papel             | Notas                                                 |
| --------- | ----------------------------------- | ----------------- | ----------------------------------------------------- |
| 1995      | Star Trek: Deep Space Nine          | Drex              | Episodio “Way of the Warrior”                         |
| 1995      | The Wayans Bros.                    | Delroy Jones      | Episodio “Think Fast”                                 |
| 1996      | The Jamie Foxx Show                 | Adrian            | Episodio “Burned Twice by the Same Flame”             |
| 1998-2002 | Dawson's Creek                      | Bodie Wells       | 10 episodios                                          |
| 1998      | 3rd Rock from the Sun               | Eric              | Episodio “What’s Love Got to Do, Got to Do with Dick” |
| 1999      | Ángel                               | Camarero          | Episodio “Lonely Heart”                               |
| 2000-2005 | Stargate SG-1                       | Rak’nor           | 6 episodios                                           |
| 2000      | Star Trek: Voyager                  | Protector         | Episodio “Blink of an Eye”                            |
| 2001      | Columbo: Murder with Too Many Notes | Nathaniel Murphy  | Película para televisión                              |
| 2001      | The District                        | Mason Avery       | 2 episodios                                           |
| 2001      | H.M.O                               |                   | Película para televisión                              |
| 2002      | Role of a Lifetime                  | Ritchie           | Película, acreditado como Obi N’Defo                  |
| 2002      | Crossing Jordan                     | Joe Wheeler       | Episodio “As If by Fate”                              |
| 2002      | NYPD Blue                           | Oficial Carpenter | Episodio “Off the Wall”                               |
| 2003      | Filet of 4                          |                   | Cortometraje                                          |
| 2003      | Half & Half                         | Marcus            | Episodio “The Big Foot in My Mouth Episode”           |
| 2003      | El ala oeste de la Casa Blanca      | Donald            | Episodio “Separation of Powers”                       |
| 2013      | Vampires in Venice                  | Pepper            | Película                                              |
| 2017      | Beauty and the Baller               | Sergio            | 2 episodios                                           |
| 2021      | NCIS: Los Ángeles                   | Joyner            | Episodio “Fukushu”                                    |